# Fotyn z Lyonu
Fotyn (ur. ok. 87, zm. w 177 w Lugdunum) – pierwszy biskup Lyonu (ok. 150-177), ewangelizator Galii, męczennik chrześcijański i święty katolicki.
Śmierć męczeńską poniósł wraz z 47. towarzyszami podczas prześladowania chrześcijan w Lugdunum (dzis. Lyon) za rządów cesarza Marka Aureliusza.
Jego następcą został św. Ireneusz z Lyonu (177-202).
Wspomnienie liturgiczne św. Fotyna obchodzone jest w Kościele katolickim w grupie męczenników liońskich w dniu 2 czerwca.